# تتا کاوای
تتا کاوای (انگلیسی: Tetta Kawai؛ زادهٔ ۸ مهٔ ۲۰۰۰) بازیکن فوتبال اهل ژاپن است.
از باشگاه‌هایی که در آن بازی کرده‌است می‌توان به باشگاه فوتبال گامبا اوساکا اشاره کرد.